# ضريح عمر الخيام
ضريح عمر الخيام من أبرز معالم نيسابور ومن أشهر المدافن في إيران. تحيط بها حديقة واسعة. تم بناءها في عام 1962 م باهتمام الشاهبانو فرح بهلوي في الموقع الذي يقع شمال مقبرة الامام محروق. و قدتم استخدام الحديد والحجر في بناء المبني ومسقف بقبة عالية تستند علي عشرة اعمدة. هندسة البناء هي مزيج من العمارة الشرقية والغربية.و يقع غرب المقبرة مجموعة مباني تتألف من مكتبة، وفندق و متحف وسوق. كما يوجد تمثال من عمر الخيام.
.